# 施家本

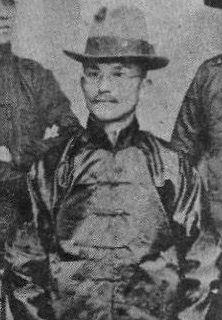
施家本肖像

施家本（1887年1月18日—1921年12月6日），字肖峰、蕉峰，臺灣彰化縣鹿仔港堡（今鹿港鎮）詩人:154，曾在霧峰林家工作。葉榮鐘、洪炎秋及莊垂勝等鹿港青年均受其引領，開始吸收新思想，或赴霧峰林家擔任秘書:155。

## 生平
施家本光緒十二年（1886年）十二月二十五日出生:57，其父為舉人施仁思，施仁思在乙未戰爭爆發時籌備抗日，後攜帶家眷逃往中國，不久即過世:154:57。施家本8、9歲時喪父，旋即返回臺灣，由庶祖母王笑扶養:154:57。
17歲赴鹿港公學校（今彰化縣鹿港鎮鹿港國民小學）就讀，因成績優異跳級升學。1905年畢業後考進臺灣總督府國語學校，讀二年級時因違反校規被開除，此後任鹿港公學校教員、臺中州民事調停課翻譯:154:57。其擅常創作和歌，應天皇「敕題」所作之和歌曾被御歌所選取:155:57。因喜愛吉田兼好之《徒然草》，故稱自己書齋為「徒然草堂」，並將詩集題為「徒然草堂詩抄」:155:57。
1911年梁啟超訪問臺中時，施家本與洪棄生、莊士哲等文人一同受邀參加櫟社歡迎詩會，次年出席櫟社十周年大會:155。1913年獲霧峰林家聘僱，擔任記室，同時主辦「臺中中學」的創立事務。1914年加入同化會，翌年轉任林獻堂秘書及翻譯，嗣後隨之參與六三法撤廢運動:155:57。1917年重陽節，與莊太岳、丁寶濂、蔡子昭、許幼漁等人創立「大治吟社」，任社長，1919年加入櫟社。1920年離開霧峰林家，原欲創業:154:57，但在1921年12月6日病逝，享年36歲，遺有《肖峰詩草》:154:57，死後葬於鹿港第一公墓。

## 其他
劇作家張深切在其回憶錄《里程碑》中曾提及，他14歲抵達日本門司，施家本請他吃西餐。當時臺灣人普遍不吃牛肉，當張深切得知自己將德國牛排吃下肚時，「大驚失色，頓時覺得犯了大罪，死後會在地獄被牛討命。」施家本便向張深切說了一大頓道理，主論點有孔子也吃牛；叫大家不吃牛的習慣是怕有人不聽話，沒牛耕田，才製造出許多迷信；世界沒有任何國家不吃牛肉，他們養牛來吃，不會把牛吃光。張深切表示自己終身無法忘記那一席話，解除了他不吃牛肉的迷信:40。